# Asemesthes septentrionalis
Asemesthes septentrionalis är en spindelart som beskrevs av Lodovico di Caporiacco 1940. Asemesthes septentrionalis ingår i släktet Asemesthes och familjen plattbuksspindlar.
Artens utbredningsområde är Etiopien. Inga underarter finns listade i Catalogue of Life.